# Morcenx
Morcenx (gaskonsko Morcens) je naselje in občina v jugozahodnem francoskem departmaju Landes regije Akvitanije. Leta 2009 je naselje imelo 4.607 prebivalcev.

## Geografija
Kraj leži v pokrajini Gaskonji  40 km severozahodno od Mont-de-Marsana.

## Uprava
Morcenx je sedež istoimenskega kantona, v katerega so poleg njegove vključene še občine Arengosse, Arjuzanx, Garrosse, Lesperon, Onesse-et-Laharie, Ousse-Suzan, Sindères in Ygos-Saint-Saturnin z 9.390 prebivalci (v letu 2009).
Kanton Morcenx je sestavni del okrožja Mont-de-Marsan.

## Zanimivosti
- cerkev sv. Petra, Morcenx-bourg,
- cerkev sv. Vincenca, železniška postaja,
- arena Morcenx.

## Promet
- železniška postaja Gare de Morcenx, nahaja se ob progah Bordeaux, Saint-Jean - Irun, Morcenx - Bagnères-de-Bigorre;

## Pobratena mesta
- Hégenheim (Haut-Rhin, Alzacija);